# Гвидо Андерлехтский
Гвидо Андерлехтский (нидерл. Guido van Anderlecht; ок. 950—1012) — католический святой, известный также как «Андерлехтский бедняк», считается покровителем города Андерлехт (совр. Бельгия).

## Биография
Подробностей о жизни св. Гвидо известно мало. Согласно биографиям он родился в бедной семье, но покинул дом отца, желая жить в бедности и служить Церкви. Он прибыл в Лакен, где бескорыстно служил в церкви и помогал бедным и обездоленным. Через некоторое время один из купцов уговорил его принять участие в его деловой сделке, Гвидо согласился, но не для личной наживы, а стремясь заработать средства для помощи обездоленным. Однако корабль, отправленный ими, затонул в первом же рейсе. Гвидо воспринял это как кару за своё непостоянство и жадность и отправился в знак покаяния в пешее паломничество в Рим, а затем в Иерусалим. Вернувшись из семилетнего паломничества он поселился в Андерлехте, где вскоре и умер.

## Прославление
Долгое время он не почитался как святой и даже его могила была заброшена. Однако сообщения о чудесах, которые будто бы происходили на его могиле, привлекли внимание к памяти св. Гвидо. Вскоре он стал почитаться как покровитель Андерлехта. В XIV веке в его честь была освящена главная католическая церковь Андерлехта, готическая церковь св. Петра и св. Гвидо (fr:Collégiale Saints-Pierre-et-Guidon d'Anderlecht).
День памяти в Католической церкви — 12 сентября.